# Julie Frost
Julie Frost este o cântăreață, compozitoare, chitaristă și producătoare muzicală americană. Ea a câștigat în 2011 Globul de Aur pentru cel mai bun cântec original alături de Madonna și Jimmy Harry, pentru piesa Masterpiece. Frost este al doilea compozitor american care a câștigat Concursul Muzical Eurovision, ea fiind cea care a compus versurile piesei „Satellite”, care a câștigat concurusul din 2010 pentru Germania. Frost a compus piese sau a colaborat cu Black Eyed Peas, Beyoncé și Flo Rida.

## Discografie

### Cântăreață
- 2006: Happy Child Music[4] (Artist)
- 2002: The Wave  (Artist)
- 2000: "Songs for Wiggleworms" Various Artists (Artist/Producător)

### Compozitoare
| An   | Artist(ă)                 | Album              | Cântec                | Chart performance                                                                                   |
| ---- | ------------------------- | ------------------ | --------------------- | --------------------------------------------------------------------------------------------------- |
| 2010 | Lena Meyer-Landrut        | My Cassette Player | Satellite             | European Hot 100 #1, Clasamentul muzical german #1 Câștigătorul Concursului Muzical Eurovision 2010 |
| 2010 | Black Eyed Peas           | The Beginning      | Just Can't Get Enough | Clasamentul muzical britanic #2, Billboard Hot 100 (SUA) #3. Multiplatină                           |
| 2011 | Cody Simpson              | Coast To Coast     | On My Mind            | Radio Disney (SUA) #1, Billboard U.S. pop songs #30                                                 |
| 2011 | Beyoncé                   | 4                  | Countdown             | Billboard R&B/Hip Hop Songs (SUA) #12                                                               |
| 2011 | Pitbull                   | Planet Pit         | Castles Made Of Sand  | Billboard 200 (SUA) #7, Top R&B/Hip-Hop Albums (SUA) #3, Top Rap Albums (SUA) #2                    |
| 2011 | Ed Sheeran                | +                  | Kiss Me               | Clasamentul muzical britanic #1, Clasamentul irlandez #2                                            |
| 2011 | Madonna                   | W.E., MDNA         | Masterpiece           | Globul de Aur pentru cel mai bun cântec original                                                    |
| 2011 | Dia Frampton              | Red                | Don't Kick The Chair  | Billboard Top Heatseekers Albums (SUA) #1                                                           |
| 2012 | Marina and the Diamonds   | Electra Heart      | Primadonna            | Clasamentul muzical britanic #11                                                                    |
| 2012 | Mandy Capristo            | Grace              | Allow Me              | |
| 2012 | Flo Rida & Jennifer Lopez | Wild Ones          | Sweet Spot            | |
| 2012 | Stefanie Heinzmann        | Stefanie Heinzmann | Show Me the Way       | |